# 콜렉터 (2009년 영화)
《콜렉터》(영어: The Collector)는 2009년 공개된 미국의 공포 스릴러 영화이다.
속편 《콜렉션》(2012)으로 이어진다.

## 줄거리
새로 이사 온 보석 판매 업자 ‘마이클’의 집수리를 의뢰받은 ‘아킨’은 아내가 사채업자에게 빌린 빚으로 인해 사랑하는 딸까지 잃게 될 위기에 처해있다. 그는 보수공사의 대가로 받은 돈을 들고 사채업자를 찾아가 사정해 보지만 금액은 턱없이 부족하기만 하다.
사채업자는 아내의 빚을 대신해 ‘아킨’에게 ‘마이클’의 집 금고에 있는 보석을 훔쳐오라는 제안을 하고 위기에 몰린 그는 어쩔 수 없이 가족여행을 떠난 ‘마이클’의 집에 몰래 숨어 들어간다.
조심스레 금고의 잠금 장치를 해제하고 있는 ‘아킨’. 모든 일이 생각보다 순조롭게 풀려 가고 있음에 안도하는 순간 집 안에 자신 이외에 또 다른 침입자가 있음을 직감적으로 느끼게 되는데...

## 출연
- 조시 스튜어트 - 아킨 오브라이언 역
- 마이클 라일리 버크 - 마이클 체이스 역
- 앤드리아 로스 - 빅토리아 체이스 역
- 후안 페르난데스 - 더 콜렉터 역
- 칼리 스콧 콜린스 - 해나 체이스 역
- 대니엘라 알론소 - 리사 역
- 헤일리 풀로스 - 신디 역
- 윌리엄 프라엘 - 래리 훠턴 역
- 다이앤 아얄라 골드너 - 지나 훠턴 역
- 앨릭스 펠드먼 - 채드 역
- 매들린 지마 - 질 체이스 역
- 로버트 위즈덤 - 로이 역
- 패트릭 리조티 - 볼링 볼 클리너 역
- 크리스털 메이오 - 바 댄서 역
- 마이클 샤워스 - 보안관보 역
- 그레고리 앨런 윌리엄스 - 보안관 역

## 기타
- 수입: (주)소마무픽쳐스

## 시청 등급
- 대한민국: 청소년 관람 불가
- 미국: R